# Dominik Hufnagl
Dominik Hufnagl (ur. 10 stycznia 1997) – austriacki lekkoatleta specjalizujący się w biegach płotkarskich i sprinterskich.

## Kariera sportowa
Na arenie międzynarodowej odniósł następujące sukcesy:
| Rok  | Miejsce    | Zawody                                | Konkurencja       | Pozycja       | Wynik |
| ---- | ---------- | ------------------------------------- | ----------------- | ------------- | ----- |
| 2013 | Utrecht    | olimpijski festiwal młodzieży Europy  | bieg na 400 m ppł | srebrny medal | 52,95 |
| 2014 | Nankin     | letnie igrzyska olimpijskie młodzieży | bieg na 400 m ppł | 7. miejsce    | 52,95 |
| 2015 | Eskilstuna | mistrzostwa Europy juniorów           | bieg na 400 m ppł | brązowy medal | 51,74 |

12-krotny złoty medalista lekkoatletycznych mistrzostw Austrii:
- na stadionie – w biegu na 400 m (2013, 2017, 2018, 2019) oraz w biegu na 400 m ppł (2015, 2016, 2018),
- w hali – w biegu na 200 m (2016), w biegu na 400 m (2016, 2018, 2019) oraz w sztafecie 4 × 200 m (2019).

## Rekordy życiowe
- stadion

- bieg na 200 m – 21,56 (9 lipca 2017, Linz)
- bieg na 400 m – 47,00 (21 lipca 2018, Klagenfurt am Wörthersee)
- bieg na 400 m ppł – 50,74 (15 lipca 2017, Bydgoszcz)

- hala

- bieg na 200 m – 21,89 (16 lutego 2019, Wiedeń)
- bieg na 400 m – 47,99 (2 lutego 2019, Wiedeń)